# Dijelovi
Dijelovi (cyr. Дијелови) – wieś w Bośni i Hercegowinie, w Republice Serbskiej, w mieście Bijeljina. W 2013 roku liczyła 669 mieszkańców.